# 한국방송예술진흥원
한국방송예술진흥원(한예진)은 4년제 예술학사 방송영상학전공/ 예술학사 연극학전공/ 실용음악전공 음악학사학위를 취득할 수 있는 교육기관이다. 서울 서대문구 신촌로 197(대현동 67-11)에 위치하고 있으며 도심형 캠퍼스로 방송현장감각을 익히며 실무 중심 위주 교육을 받을 수 있는 곳이다. 학점은행 평가인정 평생교육시설이며, 국가평생교육진흥원에서 분류한 평생교육시설에 해당한다.
학점을 이수 후 졸업시 교육부장관명의의 학사학위를 수여하고, 국내 또는 해외 대학원 석사과정 진학이 가능하며 학생들이 열심히 학점을 이수하면 3년내 학사학위를 취득할 수 있다.
한예진은 방송, 예술현장에서의 권위자 및 방송 현장에서 활발히 활동하는 PD, 연출, 제작자 분들을 전문교수진으로 구성하고 있으며 전문적인 수업 및 활동이 이뤄짐과 동시에 현장 실무 중심과 복수전공 및 추가로 전공심화 등의 다양한 교육커리큘럼을 운영하고 있다.

## 역사
- 1992년 1월 국내 최초의 방송전문교육 시작, Seoul CATV 아카데미 설립
- 1999년 1월 교육부 학점인정 방송전문교육기관 인가
- 2001년 1월 서울시 마포구 서교동 한국방송아카데미 빌딩 확장 이전
- 2004년 1월 서울시 서대문구 대현동 한국방송예술진흥원 빌딩(현 위치)
- 2006년 11월 캐나다 University of Regina(주립) 교환장학생 협력체결
- 2019년 9월 매일경제 가장 신뢰받는교육법인 CEO대상 수상 외 다수
- 2020년 10월 매일경제 가장 신뢰받는 교육법인 CEO대상 수상 외 다수
- 2021년 1월 영화사(주) 26컴퍼니 산학협약 MOU 체결
- 2021년 2월 교육기부 진로체험 인증기관 '꿈길'에 선정
- 2022년 4월 최신 트렌드의 호리존 스튜디오 오픈
- 2022년 4월 BOOK21 MOU체결
- 2022년 5월 개교 30주년 기념식 개최
- 2022년 12월 서울미디어대학원대학교 MOU체결
- 2023년 3월 명지대 문화예술대학원과 MOU체결
- 2023년 4월 ㈜클라우시스와 MOU체결
- 2023년 5월 DPS컴퍼니와 MOU체결
- 2023년 5월~12월 TV조선 미스터로또 장소 협찬
- 2023년 8월 프로듀서 문미호 대표 취임
- 2023년 12월 TV조선 미스트롯3 제작지원
- 2024년 1월~7월 TV조선 미스터로또 장소 협찬
- 2024년 5월 제1회 성우 시사회 ADFF 개최(코엑스 메가박스)
- 2024년 10월 도쿄애니메이션컬리지전문학교 MOU체결
- 2024년 10월 오사카애니메이션컬리지전문학교 MOU체결
- 2024년 11월 한국방송영상제작사협회 MOU체결
- 2024년 12월 성우 2024 ANI 시사회 개최(신촌 메가박스)

## 입시요강
면접과 실기(실기가 있는 학과)로 선발한다.
교육부 학점은행제 기관으로 수능 / 내신 미반영, 대학 수시와 정시 지원갯수에 포함되지 않으며 추가로 지원이 가능하다.

## 계열/전공

### 방송영상계열
지상파, 종합편성채널, 케이블, 위성 등 다양한 방송 채널을 통해 시청자들에게 제공되는 프로그램들을 기획, 연출, 제작하는 PD를 양성한다. 시사보도, 다큐교양, 예능, 드라마 등 전 장르에 걸친 영상 연출법을 이론과 더불어 방송 프로그램 기획, 촬영구성안·큐시트·대본 작성, 카메라 촬영, 영상 편집 등 전문적인 실습과 실제 방송 현장에서의 실전을 통해 현장에 강한 인재를 양성하여 졸업 후 바로 방송계에서 활동할 수 있는 전문가를 양성한다.
- 방송영상 연출 홈페이지 바로가기
- 방송영상 촬영·조명 홈페이지 바로가기
- 방송영상 편집 홈페이지 바로가기
- 광고기획제작 홈페이지 바로가기
- 영화 제작 홈페이지 바로가기

방송영상계열 교수로는 김주형 교수(런닝맨PD), 김경규 교수(CJ 미디어 메인 카메라감독), 민선홍 교수(디즈니플러스코리아 프로덕션팀 국장) 김정욱 교수, 한일규 교수, 손석우 교수, 최성림 교수 외 다수 있으며 실무능력과 경쟁력을 갖춘 현장 위주의 전문화·차별화된 교육을 담당하고 있다.

### 유튜브계열
유튜브 플랫폼을 대표로 하는 새로운 미디어 산업의 성장 확장 가능성은 무한대로 측정되고 있다. 다매체 시대를 맞이하여 혁신적인 발전하고 있는 스마트 웹 콘텐츠 시장을 선도하는 인재를 양성하고 있다. 유튜브를 비롯한 다양한 개인 방송 플랫폼 시장에 대한 분석과 자신만의 창의적인 콘텐츠를 순발력 있게 기획하고 전략적인 채널 운영·관리를 할 수 있도록 학습하며, 실질적인 제작과 편집 교육 및 실습을 통해 블루오션인 유튜브, 개인 방송 플랫폼에서 주목받는 멀티테이너를 양성을 목표로 하고 있다.
- 1인 미디어 홈페이지 바로가기
- 유튜브 콘텐츠 기획·연출 홈페이지 바로가기
- 유튜브 콘텐츠 촬영 홈페이지 바로가기
- 유튜브 콘텐츠 편집 홈페이지 바로가기
- 유튜브 비즈니스 홈페이지 바로가기
- 콘텐츠 크리에이터 홈페이지 바로가기

유튜브계열 교수로는 김주형 교수(런닝맨PD), 김경규 교수(CJ 미디어 메인 카메라감독), 민선홍 교수(디즈니플러스코리아 프로덕션팀 국장) 김정욱 교수, 한일규 교수, 손석우 교수, 최성림 교수 외 다수 있으며 실무능력과 경쟁력을 갖춘 현장 위주의 전문화·차별화된 교육을 담당하고 있다.

### 디지털콘텐츠디자인계열
미래정보 시대의 새롭고 진취적인 디자인 교육을 위해 창의력과 미적 감각, 표현 기술을 중심으로 영상매체, 멀티미디어 매체를 포함한 종합적인 디자인 교육과 전공 이론 및 실기를 습득하여 디지털 정보사회에서 필요로 하는 책임 있고, 능력 있는 전문가 양성을 목표로 하며, 실무능력과 경쟁력을 고루 갖춘 현장 위주의 전문화·차별화된 교육에 힘쓰고 있다.
- 모션그래픽(VFX) 홈페이지 바로가기

- 멀티미디어디자인 홈페이지 바로가기
- 웹툰 홈페이지 바로가기

- 일러스트레이션 홈페이지 바로가기
- 영상디자인(방송CG) 홈페이지 바로가기
- 시각디자인 홈페이지 바로가기
- 게임그래픽 홈페이지 바로가기
- 애니메이션 홈페이지 바로가기

디지털콘텐츠디자인계열 교수로는 이수정(KBS 영상CG감독), 현창호 교수, 박창신 교수, 이기순 교수 외 다수 있으며 실무능력과 경쟁력을 갖춘 현장 위주의 전문화·차별화된 교육을 담당하고 있다.

### 방송작가계열
다매체 다채널 시대가 요구하는 작가 양성을 위해, 현직 방송작가로 구성된 우수한 교수진의 철저한 실습 교육을 바탕으로 예능, 교양시사, 다큐멘터리, 라디오, 드라마 등의 기획에서부터 구성과 대본 작성에 이르기까지의 전 과정을 배운다. 또한 주력 매체로 자리 잡고 있는 유튜브와 웹소설을 비롯한 다양한 웹콘텐츠 등 스토리를 기반으로 하는 영상매체의 작가를 양성하기 위한 체계적이고 실질적인 커리큘럼을 운영하여 영상제작에 필요한 인재를 배출하고자 한다.
- 예능작가 홈페이지 바로가기
- 시사교양·다큐 작가 홈페이지 바로가기
- 드라마 작가 홈페이지 바로가기
- 영화시나리오 작가 홈페이지 바로가기
- 웹 소설 홈페이지 바로가기
- 웹 콘텐츠 홈페이지 바로가기
- 웹툰 스토리 홈페이지 바로가기

방송작가계열 교수로는 장정희 교수(SBS 골 때리는 그녀들 메인 작가), 탁진아 교수, 이은석 교수, 송경선 교수 외 다수 있으며 실무능력과 경쟁력을 갖춘 현장 위주의 전문화·차별화된 교육을 담당하고 있다.
▷ 방송작가계열 교수진 보기

### 성우계열
- 애니메이션 더빙 홈페이지 바로가기
- 광고 내레이션 홈페이지 바로가기
- 미디어 콘텐츠 홈페이지 바로가기
- 오디오 드라마 홈페이지 바로가기
- 방송·영화 더빙 홈페이지 바로가기
- 방송 연예·연기 홈페이지 바로가기
- 크리에이터 보이스 홈페이지 바로가기

성우계열 교수로는 이윤선, 이선호, 정미숙, 강수진, 최덕희, 김영선, 문선희, 문관일, 서윤선, 임채헌, 이유리, 강시현, 나지형, 박웅선, 이용순, 현경수, 이현, 임주현, 손정성 외 다수 성우들이 있으며 실무능력과 경쟁력을 갖춘 현장 위주의 전문화·차별화된 교육을 담당하고 있다.
▷ 성우계열 교수진 보기

### 음향계열
우리 한국방송예술진흥원 음향계열은 소리에 대한 기초적인 이해를 시작으로 음향제작 시스템의 첨단 장비를 활용한 공연·무대음향, 방송·영상음향, 공연·무대음향, 레코딩·믹싱, 사운드디자인 분야를 전문적으로 교육하고, 체계적이며 전문적인 실무 교육과 현장 실습 그리고 이론 수업을 병행하여 인재를 양성한다. 발전하는 미디어 음향 산업에 발맞추어 DAW 및 학점인정 자격증을 위한 교육을 진행하고 있으며, 현재 전문적인 음향 교육을 받고 있는 한예진의 재학생과 졸업생들은 수준 높은 기술력을 인정받고 있다.
- 레코딩 홈페이지 바로가기
- 오디오믹싱 홈페이지 바로가기
- 공연·무대 음향 홈페이지 바로가기
- 방송음향 홈페이지 바로가기
- 사운드 디자인 홈페이지 바로가기
- 방송·영화 후반작업 홈페이지 바로가기
- 시스템설계·정비 홈페이지 바로가기

음향계열 교수로는 최종호 교수(임영웅, 비, JK김동욱, 김경호, 박상민, 휘성, 김창완밴드 외 다수 믹스다운), 최준원 교수(남진, 정단(부활) 레코딩 믹싱), 정문원 교수(핑클, 장윤정 레코딩 믹싱), 강한신 교수, 서영덕 교수 외 다수 있으며 실무능력과 경쟁력을 갖춘 현장 위주의 전문화·차별화된 교육을 담당하고 있다.
▷ 음향계열 교수진 보기

### 실용음악계열
우리 한국방송예술진흥원 실용음악계열은 급변하는 음악 시장의 중심으로서, 시대가 요구하는 다양한 엔터테이너의 재능을 키우고 더 나아가 대중가수뿐 아니라 작곡가, 편곡가, 작사가, 음악감독, 각종 매체 및 기관음악 담당 스텝, 음악 스튜디오 프로듀서 등 이 시대가 요구하는 멀티플레이어의 음악자원 양성을 목표로 하고 있다. 또한 대중 음악가로서 갖춰야 할 인성과 무대 경험을 쌓기 위해 피아노, 기타, 베이스, 드럼 등 다양한 연주 레슨 수업 및 미디 수업 그리고 댄스 및 이미지 트레이닝 퍼포먼스 수업으로 다양한 음악적 지식과 경험을 통해 다양한 장르에 대응할 수 있도록 체계적인 교육을 진행하고 있다. 뿐만 아니라 이와 같은 여러 종류의 음악적 지식을 기반으로 본인이 직접 보컬, 작곡, 작사하여 공연을 이끌어 가는 다채로운 공연 수업과 본인의 직접 쓴 곡을 통해 앨범을 제작하는 수업까지 졸업 후 바로 실무에 투입되더라도 손색없는 음악인을 목표로 한다.
- 보컬 홈페이지 바로가기
- 트로트 홈페이지 바로가기
- 싱어송라이터 홈페이지 바로가기
- 미디 작·편곡 홈페이지 바로가기
- K-POP 홈페이지 바로가기
- 기악 홈페이지 바로가기
- 힙합 홈페이지 바로가기

실용음악계열 교수로는 최준원 교수(불후의 명곡, 미스트롯2 음악감독), 장동원 교수(뮤직컬 음악감독), 최원준 교수(알리 편곡), 메이다니 교수(SM, JYP, YG 소속 출신), 정단(부활 보컬), 정승호 교수, 유지욱 교수 외 다수 있으며 실무능력과 경쟁력을 갖춘 현장 위주의 전문화·차별화된 교육을 담당하고 있다.
▷ 실용음악계열 교수진 보기

### 엔터테인먼트계열
2019년 기준 10조 원 규모로 성장한 한류 콘텐츠는 K-POP, K-MOVIE, K-FOOD, K-FASHION 등 다양한 분야에서 신(新)한류 열풍으로 전 세계를 강타하고 있다. 엔터테인먼트 시장은 세계적 성장세에 맞춰 글로벌 역량을 갖춘 핵심 인재의 필요성이 증가하였고 수요 또한 급속도로 늘고 있는 추세이다. 엔터테인먼트 계열은 전문지식과 실무경험이 풍부한 교수진을 통해 매니지먼트, 한류매니지먼트, 신인개발, A&R, 연예홍보/마케팅, 공연제작 등 엔터테인먼트 산업에서 필요로 하는 업무를 기초부터 전반적인 교육을 이론 및 현장실무 수업을 분배하여 엔터테인먼트 산업을 지속적으로 이끌어 갈 글로벌 핵심 인재를 육성하는 것을 최우선 목표로 한다.
- 매니지먼트 홈페이지 바로가기
- 신인 기획·개발 홈페이지 바로가기
- A&R 홈페이지 바로가기
- 프로듀서 홈페이지 바로가기
- 공연기획·제작 홈페이지 바로가기
- 캐스팅디렉터 홈페이지 바로가기
- 연예·홍보 마케팅 홈페이지 바로가기

엔터테인먼트계열 교수로는 최준원 교수(박서진, 임영웅 등), 최원준 교수(엠퍼럴 ENT) 외 다수 있으며 실무능력과 경쟁력을 갖춘 현장 위주의 전문화·차별화된 교육을 담당하고 있다.
▷ 엔터테인먼트계열 교수진 보기